# Ceryle rudis
Il martin pescatore bianco e nero (Ceryle rudis (Linnaeus, 1758)) è un uccello della famiglia Alcedinidae.

## Descrizione
Lungo 25 cm circa, è un uccello inconfondibile: il maschio è nero superiormente con le piume orlate e striate di bianco, particolarmente sulla coda e sulle ali. Il piumaggio inferiormente è bianco, con due bande pettorali color grigio argento. La femmina presenta una colorazione molto simile al maschio, ma ha solo una banda nera, interrotta nel mezzo. Becco e zampe sono neri, Gli individui giovani hanno una livrea più uniforme.

## Distribuzione e habitat
Vive nell'Africa subsahariana, in Medio Oriente e nel sud-est asiatico.
Predilige le zone vicine all'acqua (dolce, salata o salmastra).

## Biologia

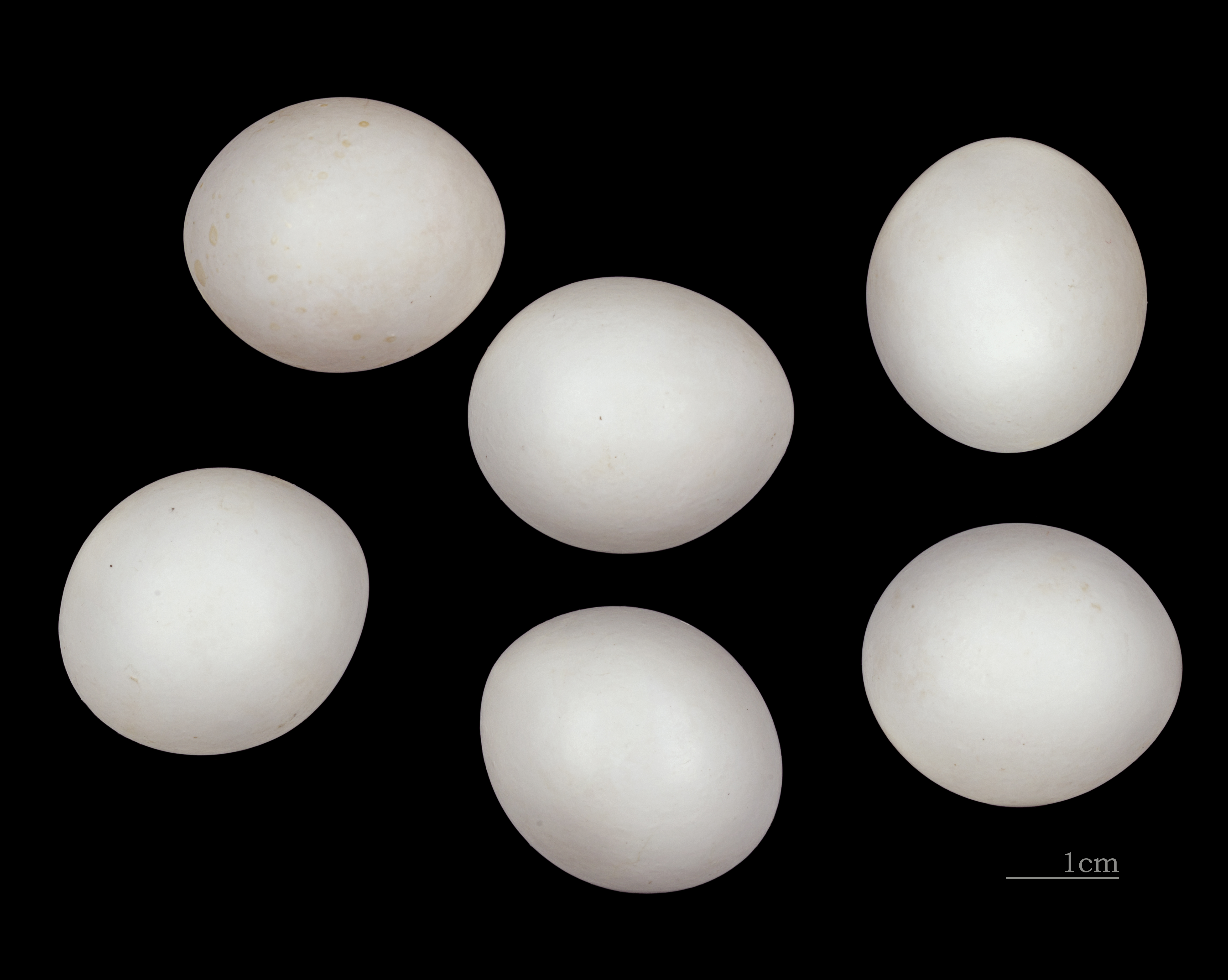
Uova di Ceryle rudis

### Riproduzione
Scava un tunnel lungo una trentina di centimetri che finisce in una camera di deposizione: qui vengono deposte da 2 a 6 uova (generalmente 4) che sono incubate da entrambi i genitori. Il maschio nutre tutta la famiglia.

### Alimentazione
Si nutre di pesci, rane e invertebrati acquatici. La cattura è rapida e precisa. Spesso non si riesce nemmeno a notare l'uccello che entra in acqua e ghermisce il pesce.

Il martin pescatore mangia soprattutto ciprinidi, pesci gatto, talvolta ciclidi. In Sudafrica, dove si spinge fino al mare, si nutre anche delle sardine che migrano in immensi branchi.

## La specie nell'arte
Al martin pescatore bianco e nero sono stati dedicati due francobolli, uno congolese ed uno del Lesotho.